# Malte Stefansson
Malte Stefansson (Mora, 4 de abril de 2000) es un deportista sueco que compite en biatlón. Ganó una medalla de bronce en el Campeonato Europeo de Biatlón de 2023, en la prueba de relevo mixto.

## Palmarés internacional
| Campeonato Europeo | Campeonato Europeo  | Campeonato Europeo | Campeonato Europeo |
| Año                | Lugar               | Medalla            | Prueba             |
| ------------------ | ------------------- | ------------------ | ------------------ |
| 2023               | Lenzerheide (Suiza) | Medalla de bronce  | Relevo mixto       |